# ويليام دونكان ماكليود
ويليام دونكان ماكليود هو فلاح وسياسي كندي، ولد في 4 أبريل 1852، وتوفي في 14 أغسطس 1908 في Glengarry County ‏ في كندا. نشط حزبياً في حزب أونتاريو المحافظ التقدمي.